# Test d'acceptation
Pour les articles homonymes, voir Recette.
 (juin 2019).
Si vous disposez d'ouvrages ou d'articles de référence ou si vous connaissez des sites web de qualité traitant du thème abordé ici, merci de compléter l'article en donnant les références utiles à sa vérifiabilité et en les liant à la section « Notes et références ».
En informatique, le test d'acceptation (ou recette) est une phase de développement des projets, visant à assurer formellement que le produit est conforme aux spécifications (réponse donnée à un instant « t » aux attentes formulées).
Elle s'inscrit dans les activités plus générales de qualification.
Cette étape implique, en la présence effective des différents acteurs du projet, maîtrise d’œuvre et maîtrise d'ouvrage, le déroulement rigoureux de procédures de tests préalablement décrits, et l'identification de tout écart fonctionnel ou technique.

## Étapes
La procédure de recette se déroule en deux étapes principales :
1. les tests système ;
2. les tests d'acceptation utilisateur.

Si la première étape a lieu chez le fournisseur, la deuxième se déroule en revanche généralement dans les locaux et avec les infrastructures du client.

### Recette usine
La recette usine comprend tous les tests réalisés chez le fournisseur, avant la livraison. Elle comprend donc les tests unitaires, les tests d'intégration et les tests de validation.
D'un point de vue maîtrise d'ouvrage, la recette-usine correspond à une période de quelques jours pour valider que la livraison correspondra à sa commande.
En ce qui concerne les tests unitaires, d'intégration et de validation, ceux-ci sont considérés comme relevant des tests de qualification en amont, au niveau du fournisseur. Phase très importante pour celui-ci, car c'est elle qui lui permet de vérifier que son produit est de qualité et de faire accepter au client l'installation sur ses plateformes des tests et recettes pour les tests utilisateur métier VA (vérification d'aptitude), puis pour la VSR (Vérification de Service Régulier, voir ci-dessous).
Par extension, elle signifie aussi la période (généralement courte) durant laquelle le client procède lui-même à ses propres tests dans ses locaux, avant d'accepter les livrables.
À l'issue de la recette usine, le fournisseur et le client signent un procès-verbal de fin de recette usine, qui accompagne la livraison du produit et le cahier de recette.

### Recette utilisateur, VA, ou VABF
Lors de l'étape de vérification d’aptitude (VA) ou vérification d'aptitude au bon fonctionnement (VABF) (aptitude à répondre aux besoins exprimés dans le cahier des charges initial) ou recette utilisateur, le client réalise deux catégories de tests différentes. D'un côté, une recette technique est effectuée afin de vérifier que le produit livré est techniquement conforme sur toute la chaîne de processus. De l'autre, la maîtrise d'ouvrage contrôle l'aspect fonctionnel du produit lors de la recette fonctionnelle.

#### Recette fonctionnelle
La recette fonctionnelle a pour but la validation des fonctionnalités exprimées dans le cahier des charges et détaillées dans les spécifications fonctionnelles. La MOA procède donc à sa propre série de tests de validation.

#### Recette technique, ou VABE
Chargée de contrôler les caractéristiques techniques du produit livré, la recette technique, ou VABE (vérification d'aptitude à la bonne exploitabilité) regroupe les tests suivants :
- les tests d'exploitabilité : les tests de supervision, de sauvegarde... et en particulier les tests de respect des exigences d'architecture technique ;
- les tests de performance.

### VSR
Si la VABF se déroule correctement et est validée, le client procède alors à la mise en service opérationnelle.
Une période de vérification de service régulier (VSR) commence donc par un premier déploiement sur un site pilote. Cette mise en production permet de valider le produit en conditions réelles.
À la différence des étapes précédentes, celle-ci se déroule pleinement en environnement de production avec des données réelles.

## Documents livrables
Plusieurs documents accompagnent la procédure de recette :

### Protocole de recette, ou stratégie de recette
Le protocole de recette est un document visant à clarifier intégralement la procédure de recette.
Il précise scrupuleusement :
- les tâches du client ;
- les tâches du fournisseur ;
- la liste des documents à communiquer ;
- l'ordre des tests et le planning ;
- les seuils d’acceptation du produit.

### Cahier de recette
Le cahier de recette est la liste exhaustive de tous les tests pratiqués par le fournisseur avant la livraison du produit.
La couverture des tests, en particulier ceux de non-régression lorsqu'il s'agit d'une nouvelle version d'un produit existant, pouvant être infinie, le cahier de recette doit préciser toutes les fiches de test passées par le fournisseur, ainsi que celles à passer dans l'environnement du client lors de la VABF.

### Fiches de faits techniques
Les fiches de faits techniques visent à formaliser les écarts constatés en recette, et sont classifiés d'un commun accord entre fournisseur et client en : anomalies, et évolutions.
- Les anomalies, ou bugs, décrivent un écart du produit livré par rapport au comportement spécifié et attendu ; elles sont généralement issues d'une défaillance du fournisseur, et peuvent donner lieu à de futures corrections.
- Les évolutions correspondent à un écart du produit livré par rapport au comportement attendu ; elles sont généralement issues d'une défaillance ou lacune du client dans son expression de besoin, et peuvent donner lieu à des avenants ou un futur contrat.

### Procès-verbaux
Pour clore chaque étape de la procédure de recette, un procès-verbal est rédigé. Celui-ci a pour objet de prononcer la réception et de mentionner les réserves émises par chacune des parties.
Toutes ces recettes peuvent être contractuelles et donner lieu à un procès verbal de recette qui permet de prononcer la réception, assortie ou non de réserves.
Ainsi le PV de recette usine conditionne le démarrage de la période de VA, celui de VABF celle de VSR.

## Étymologie
Le mot recette n'est pas un anglicisme (le terme receipt désignant plutôt un reçu) mais la reprise d'une expression courante dans d'autres domaines. Dans la marine, la recette d'un navire est l'acte qui permet le transfert de propriété à l'acquéreur si aucune réserve n'est émise. C'est le terme employé par la loi (par exemple, l'article 7 de la loi 67-5 du 3 janvier 1967 portant statut des navires et autres bâtiments de mer dispose : « Le constructeur est garant des vices cachés du navire, malgré la recette du navire sans réserves par le client »). Dans le bâtiment, on parle de réception pour le gros œuvre, mais pour les travaux annexes existe le procès-verbal de recette.
Le mot recette est donc bien antérieur dans ce sens à son usage dans l'informatique. Cependant, le terme recette ne figure pas dans le glossaire de ISTQB.